# セルビアガス
セルビアガス（セルビア語：Србијагас / Srbijagas）は、セルビア共和国の国有天然ガス供給企業である。

## 概要

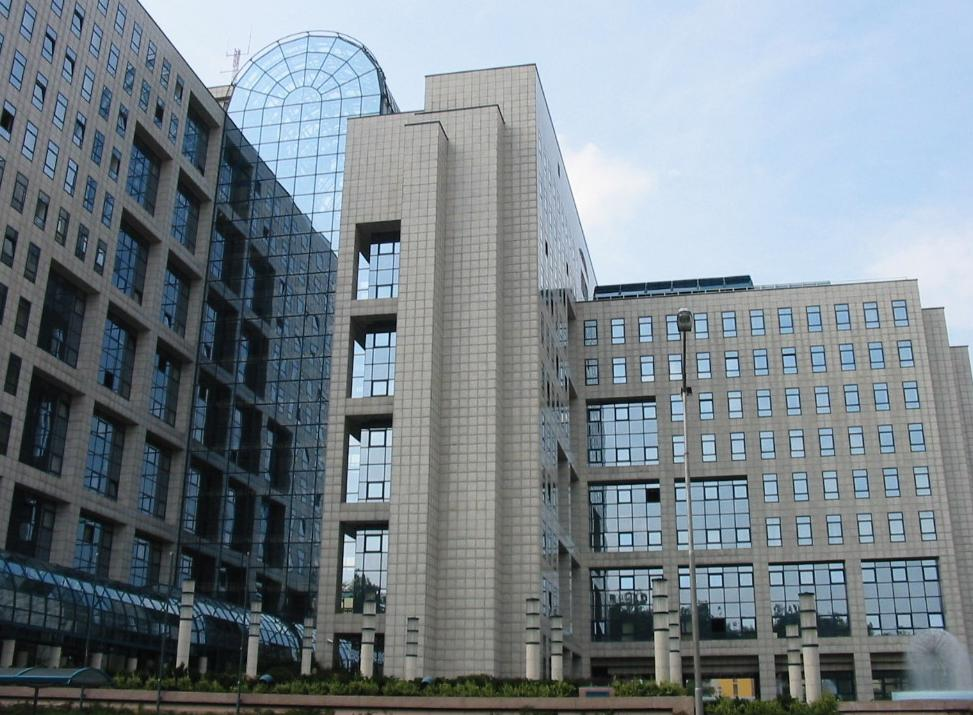
本社が入居するNISビル（ノヴィ・サド）

セルビア共和国の統合石油企業セルビア石油産業（NIS）の再編により、同社の天然ガス事業部門であるNIS-Gas、NIS-Energogas及びNIS-Jugopetrolの一部を分離し、これらを基礎として2005年10月1日付で設立され、発足した。
天然ガスの調達（国内産・輸入を含め）、需要家・消費者への供給、ガスパイプラインの建設・維持等を業務とする。ガスパイプラインは、セルビア北部の北バナト郡付近（ハンガリー側パイプラインと接続）からノヴィ・サド東方・ベオグラード近郊を経てセルビア中南部に至る幹線パイプライン及び国内各供給地へのパイプライン網がある。
本社所在地はセルビア北部にあるヴォイヴォディナ自治州の州都ノヴィ・サド。
コストとガス販売価格の乖離から大幅な赤字に陥っており、2013年に、セルビア政府は、債務問題の解決と経営体制改善のため、同社を輸送・貯蔵部門と調達・販売・供給部門に分割することを決定した。輸送・貯蔵部門は新設の「トランスガス社（Transgas AD）」に分離され、調達・販売・供給部門は引き続きセルビアガス社の下で運営されることとなった。

## サウスストリーム計画との関係
ロシア - 西欧間に南東欧経由で天然ガスパイプラインを建設するサウス・ストリーム計画では、2008年1月にロシア・セルビア両国政府間でパイプラインのセルビア国内通過・計画へのセルビアの参加が合意されていた。この政府間合意に基づき、2009年11月にロシアのガスプロムとセルビアガスは、パイプラインのセルビア国内区間の建設・稼動のための合弁企業の設立について合意に達した。この合意では、合弁企業はガスプロム51％、セルビアガス49％の出資割合により設立することとされていた。これにより、2009年11月17日に、合弁会社「サウス・ストリーム・セルビアAG社」がスイス・ベルンで設立された。
サウスストリーム計画では、セルビア国内にガスパイプラインの他、ガス需給調整用の貯蔵施設の建設も予定されており、施設の建設・運営、ガス通過・運搬料金収入等によるセルビアへの経済効果や、セルビアへの輸入天然ガスの安定供給等の効果が期待されていた。セルビアガス自体も、サウスストリームから支線の形で分岐し、サヴァ川沿いにボスニア・ヘルツェゴビナのバニャ・ルカ及びサラエボに至るパイプライン（容量12億立方メートル・長さ480km）の建設を計画していた。しかしながら、クリミア半島編入問題等に起因するロシア・EUの関係悪化から、2014年12月1日、ロシアのプーチン大統領はサウスストリーム計画の中止を表明した。

## その他
ベオグラードで開催された2009年夏季ユニバーシアードのスポンサー企業の一つである。